# Hart of Dixie
Hart of Dixie ist eine US-amerikanische Dramaserie von Leila Gerstein und Josh Schwartz. Sie wurde von den CBS Television Studios und Warner Bros. Television in Zusammenarbeit mit Fake Empire Productions für den US-Sender The CW produziert und handelt von der Chirurgin Dr. Zoe Hart, die nach ihrer Kündigung von New York nach Bluebell, Alabama, zieht und dort als Allgemeinmedizinerin arbeitet. In den USA wurde die Serie ab dem 26. September 2011 auf dem Fernsehsender The CW gesendet. Die Serie endete nach der vierten Staffel.

## Handlung

### Staffel 1
Die New Yorkerin Zoe Hart wird an ihrer Abschlussfeier von einem Arzt namens Harley angesprochen, der ihr anbietet, in seiner Hausarztpraxis zu arbeiten. Dieses Angebot lehnt sie aber ab, da sie unbedingt in die Fußstapfen ihres Vaters treten will, und beginnt daher eine Ausbildung zur Herzchirurgin in einem Krankenhaus in Manhattan. Nach vier Jahren dort verweigert ihr Chef ihr ein begehrtes Stipendium, weil sie nicht gut mit Patienten umgehen kann; sie solle erst einmal für ein Jahr als Hausärztin arbeiten. Außerdem macht ihr Freund, mit dem sie seit Studienzeiten zusammen war, mit ihr Schluss. Sie beschließt daher spontan, nach Bluebell im US-Bundesstaat Alabama zu gehen, um die von Dr. Harley Wilkes hartnäckig offerierte Stelle anzunehmen. Als sie dort ankommt, muss sie jedoch feststellen, dass er bereits verstorben ist und ihr die Hälfte seiner Praxis vermacht hat.
Sie stellt schnell fest, dass die südliche Gastfreundschaft doch nicht immer so gastfreundlich ist. So ist der andere Arzt in der Stadt, Brick Breeland, weniger darüber erfreut, sich die Praxis mit einer jungen Außenseiterin teilen zu müssen. Zoes einzige Verbündete sind der Bürgermeister, der ehemalige Footballstar Lavon Hayes, ihr draufgängerischer Nachbar Wade Kinsella und der gut aussehende Anwalt George Tucker, der zufällig der Verlobte von Breelands Tochter Lemon ist. Zoe beschließt, das Abenteuer in Bluebell zu beenden und wieder nach Manhattan zurückzukehren. Die Sprechstundenhilfe der Praxis, in der Harley gearbeitet hatte, zeigt ihr jedoch ein Foto von Harley und Zoes Mutter. Für Zoe steht nun fest, dass Harley in Wirklichkeit ihr leiblicher Vater war und sie mehr über ihn erfahren möchte, weswegen sie in Bluebell bleibt.
Brick beauftragt seinen Schwiegersohn George damit, einen Weg zu finden, Zoe aus der Praxis herauszukaufen. Ein Schlupfloch im Partnervertrag von Brick und Harley besagt, dass beide Partner mindestens 30 Prozent der Einnahmen erbringen müssen, weshalb Zoe damit beginnt, sich bei den Bewohnern Bluebells beliebt zu machen. Dies versucht sie beispielsweise dadurch, dass sie bei Paraden mitwirkt, den Kochwettbewerb gewinnen will oder sich für die Frauengruppe der „Bluebell Bells“ bewirbt. Nach und nach schafft sie es jedoch, die Kleinstädter für sich zu gewinnen, und darf somit ihre Praxis behalten.
Zoe erfährt, dass Lavon und Lemon eine Affäre hatten, während Lemons Verlobter George für einige Zeit in New York war, um dort seine Karriere als Anwalt voranzutreiben. Da Zoe etwas für George empfindet, fällt es ihr schwer, dieses Geheimnis für sich zu behalten. Sie entscheidet sich jedoch dafür, George nichts zu erzählen, rät Lemon aber, ihren Verlobten aufzuklären, um die Ehe nicht auf einer Lüge aufzubauen. Als George wenig später davon erfährt, beendet er die Beziehung zu Lemon und wendet sich Zoe zu. Die Romanze der beiden hält jedoch nur eine Nacht, da George noch nicht dazu bereit ist, eine neue Beziehung anzufangen. Lemon und George vertragen sich wieder und möchten weiterhin heiraten.
Zoes Stiefvater bietet seiner Tochter an, mit ihm nach Boston zu ziehen, damit sie dort ihre Facharztausbildung zur Chirurgin fortsetzen kann. Sie willigt ein, da sie George und Lemon nicht als Paar sehen kann, weil sie immer noch etwas für George empfindet. Auf dem Weg zum Flughafen ändert sie ihre Meinung, da sie ihre Freunde in Bluebell nicht zurücklassen möchte.
Am Tag der Hochzeit wird Bluebell von einem Sturm geplagt, weswegen die geplante Hochzeit nicht im Freien stattfinden kann. George tut alles, um mithilfe der Stadtbewohner die Hochzeit nach innen zu verlegen. Kurz vor der Trauung erfährt er jedoch, dass Zoe nicht wie geplant die Stadt verlassen möchte, sondern in Bluebell bleiben wird. Er gesteht Lemon, dass ein Teil von ihm in Zoe verliebt sei, weswegen er sie nicht heiraten könne.
Zwischen Zoe und Wade bahnt sich schon seit einiger Zeit eine Romanze an, doch hatte sich Zoe zuvor zu sehr auf George konzentriert, sodass sie Wades Gefühle für sie nicht bemerkte. Wade wirft Zoe vor, sich immer nur für gut ausgebildete und gut situierte Männer zu interessieren, da sie bis jetzt nur den Anwalt George, den Tierarzt Judson und den Ozeanographen Jesse, der auch noch Wades Bruder ist, attraktiv fand. Als sie Wade auch noch bittet, ihr Partner beim „Bluebell Battle“ zu sein, um George nahe zu sein, wird Wade wütend und hört auf, mit Zoe zu sprechen.
Weil sie Angst hat, die Trauung platzen zu lassen, fährt Zoe am Tag der Hochzeit in die nahe gelegene Stadt Mobile, um sich dort abzulenken. Lavon bittet sie, auf dem Rückweg Wade abzuholen, dessen Wagen eine Panne hatte. Zoe willigt ein, um ihre Beziehung zu Wade, der immer noch wütend auf sie ist, zu retten. Zoe und Wade geraten auf dem Weg nach Bluebell in einen Sturm, weswegen sie sich in einer Scheune in Sicherheit bringen müssen. Da Zoe glaubt, George an Lemon verloren zu haben, kommt sie Wade näher und schläft mit ihm.

### Staffel 2
Nach der geplatzten Hochzeit gesteht George Zoe, dass er die Beziehung zu Lemon ihretwegen beendet hat und jetzt mit Zoe zusammen sein will. Zoe aber weiß nicht für welchen Mann sie sich entscheiden soll, da sie ja einerseits eine tolle Nacht mit Wade verbracht hat, aber andererseits schon lange in George verliebt ist. Wade zieht sich wieder von Zoe zurück und gibt sich unnahbar.
Zoe entscheidet sich für keinen der beiden Männer und erklärt George, dass sie keine Lückenbüßerin für ihn sein möchte und sagt ihm daher, dass er sich mit anderen Frauen treffen soll. Nach einigen missglückten Dates beginnt er eine Beziehung mit Wades Ex-Frau Tansy. Obwohl beide alles tun, um diese Beziehung aufrechtzuerhalten, steht Zoe bzw. Georges Gefühle für Zoe immer im Weg, bis schlussendlich die Beziehung zwischen George und Tansy scheitert.
Die Bürgermeisterwahl in Bluebell steht vor der Tür und Lavon Hayes’ Jugendliebe Ruby Jeffries taucht überraschend in der Stadt auf und stellt sich als Gegenkandidatin zu Lavon auf. Obwohl sie sich im Wahlkampf heftig bekriegen erkennen letztendlich beide, dass sie sich wieder ineinander verliebt haben. Die Wahl geht mit einer Stimme Unterschied an Lavon. Trotz allem fühlt sich Ruby in einer Kleinstadt wie Bluebell nicht wohl und wird von einem Headhunter für einen Job in Dallas angeworben. Somit verlässt sie Bluebell und auch Lavon Hayes.
Gegen Ende der Staffel werden Annabeth und Lavon ein Paar.
Lemon zieht aus dem Haus der Breelands aus und versucht auf eigenen Beinen zu stehen. Nach einigen beruflichen Fehlschlägen kauft sie gemeinsam mit Wade die Bar Rammer Jammer.
Brick Breeland lernt Shelby, eine von Georges Kurzzeitaffären, kennen und die beiden verlieben sich ineinander. Brick macht ihr einen Heiratsantrag und Shelby zieht ins Haus der Breelands.
Zwischen Zoe und Wade besteht anfangs nur eine Bettgeschichte, bis beiden klar wird, dass sie Gefühle für einander entwickelt haben. Die Beziehung hält aber nur solange bis Wade sie im betrunkenen Zustand mit einer anderen betrügt.
Die Dreiecksgeschichte Zoe-George-Wade endet damit, dass Wade Zoe zurückgewinnen will. Sie gesteht ihm, dass sie auch noch was für ihn empfindet, aber Zeit zum Nachdenken braucht und sie verlässt Bluebell daher für 3 Monate, die sie in New York verbringt. George, der wieder von Zoe zurückgewiesen wurde, verlässt Bluebell ebenfalls, diesmal mit einer anderen Ex von Wade, nämlich Lily Ann, um mit ihr gemeinsam auf Tournee zu gehen.

### Staffel 3
In der dritten Staffel kehrt Zoe Hart nach New York zurück, erkennt jedoch bald, dass Bluebell mittlerweile ihr Zuhause ist. Sie entscheidet sich, zurückzukehren, um ihr Leben in der Kleinstadt neu zu ordnen. Währenddessen beginnt Zoe eine Beziehung mit dem attraktiven Autor Joel, was für Aufregung in der Stadt sorgt. Zoe steht jedoch vor der Herausforderung, ihre Gefühle für Wade, ihren Ex-Freund, zu verarbeiten, der weiterhin eine wichtige Rolle in ihrem Leben spielt.
Auch Lemon Breeland steht im Mittelpunkt mehrerer Handlungsstränge. Sie beginnt eine neue berufliche Partnerschaft und muss sich zudem zwischen zwei romantischen Interessenten, Carter Covington und dem Barkeeper Enrique, entscheiden. Ihr Liebesleben und ihre Versuche, sich in der Geschäftswelt zu etablieren, führen zu mehreren humorvollen und emotionalen Konflikten.
George Tucker setzt sich derweil mit den Veränderungen in seinem Leben auseinander, während er seine Freundschaft mit Lemon vertieft. Lavon Hayes, der Bürgermeister von Bluebell, kämpft weiterhin mit seinen Gefühlen für Annabeth Nass und versucht, seine persönliche Beziehung und seine politischen Aufgaben in Einklang zu bringen.
Die dritte Staffel bietet eine Mischung aus romantischen Verwicklungen, persönlichen Konflikten und humorvollen Momenten, die den typischen Charme von Bluebell ausmachen. Neben den wiederkehrenden Charakteren werden neue Figuren und Beziehungen eingeführt, die das Leben in Bluebell weiter beleben. Am Ende der Staffel wird das Liebesdreieck zwischen Zoe, Wade und Joel zugespitzt, was zu dramatischen Entwicklungen führt und die Weichen für die vierte Staffel stellt.

## Figuren

### Hauptfiguren

#### Dr. Zoe Hart
Zoe ist eine engagierte junge Frau, die in die Fußstapfen ihres Vaters tritt und Medizin studiert und danach in Manhattan als erfolgreiche Chirurgin arbeitet. Nach ihrer Kündigung zieht sie aufs Land in die Kleinstadt Bluebell, um dort in der Praxis von Dr. Harley Wilkes zu arbeiten. Da dieser aber verstorben ist und ihr die Hälfte der Praxis vermacht hat, bleibt sie schließlich dort. Dort erfährt sie, dass Harley ihr leiblicher Vater war, was zu kurzzeitigen Problemen mit ihren Eltern, Candice und Ethan, führt. Sie zieht in die Anlage von Lavon, mit dem sie sich gut anfreundet. Dort lernt sie Wade kennen, bei dem sie eine sexuelle Spannung spürt. Zoe freundet sich auch mit George an und empfindet zwischenzeitlich mehr als Freundschaft für ihn, weshalb es zu einer kleinen Romanze kommt, die er jedoch abbricht. Sie schläft am Hochzeitstag von Lemon und George mit Wade und wird von George geküsst, nachdem dieser ihr die Liebe gesteht. Sie will jedoch mit keinem von beiden eine Beziehung, fängt trotzdem an, mit Wade zu schlafen. Letztlich beginnt sie eine Beziehung mit Wade, dieser betrügt sie jedoch, woraufhin Zoe schwer enttäuscht ist.

#### Lemon Breeland
Lemon ist die neurotische und emotionale Tochter von Brick, die große Schwester von Magnolia und die Verlobte von George, mit dem sie seit der High School zusammen ist. Nachdem George für eine Weile nach New York gezogen ist, hat sie eine Affäre mit Lavon angefangen, die zerbrochen ist, nachdem George zurückgekommen ist. Sie konnte Zoe von Anfang an nicht ausstehen und kann immer noch nicht loslassen, dass ihre Mutter ihre Familie und sie vor zwölf Jahren verlassen hat. Sie erfährt, dass sie außerhalb von Bluebell wohnt und dort eine kleine Tochter sowie einen neuen Mann hat. Nachdem sie am Hochzeitstag von George verlassen wird, zieht sie von Zuhause aus.

#### Lavon Hayes
Lavon ist der Bürgermeister von Bluebell und war früher mal zehn Jahre lang Linebacker in der NFL. Er hatte eine Affäre mit Lemon, woran er stets zu leiden hat, da er sie immer noch liebt. Er besitzt einen Alligator namens Burt Reynolds und ist eng mit Wade und später auch mit Zoe befreundet.

#### Wade Kinsella
Wade ist der gutaussehende, charmante und draufgängerische Nachbar von Zoe und der beste Freund von Lavon. Sein Vater Earl ist Alkoholiker, der sich monatlich vom Dach stürzen will, jedoch von Wade immer wieder davon abgehalten wird. Zu seinem Bruder Jesse hat er ebenfalls kein gutes Verhältnis. Er arbeitet als Barkeeper im Rammer Jammer, ein Restaurant und eine Bar in einem. Sein Traum ist es, eine eigene Bar zu führen. Vor vier Jahren heiratete er seine damalige Freundin Tansy im betrunkenen Zustand, doch nach vier Monaten trennten sie sich wieder, und erst drei Jahre danach ließen sie sich scheiden. Er interessiert sich anfangs sexuell für Zoe, beginnt jedoch Gefühle für sie zu entwickeln und verliebt sich schließlich in sie. Die beiden schlafen im ersten Staffelfinale miteinander.

#### George Tucker
George ist der Verlobte von Lemon und ein Anwalt mit einer eigenen Kanzlei, der sich mit Zoe anfreundet, sehr zum Missfallen Lemons. Er ist nach seinem Anwaltsexamen für eine Weile nach New York gezogen, kehrte aber wegen Lemon zurück nach Bluebell. Er hat eine Reptilienphobie. Zwischen Zoe und ihm sprühen zwischenzeitlich Funken. Es kommt zu einer kleinen Romanze, nachdem Lemon ihm von der Affäre mit Lavon erzählt hat und er die Beziehung beendet hat. Die beiden kommen nach anfänglichen Schwierigkeiten wieder zusammen und setzen die Hochzeitsplanungen fort. Er beendet die Beziehung jedoch kurz vor der Hochzeit wieder, da er Lemon nicht heiraten kann, wenn ein Teil von ihm in Zoe verliebt ist. George wird aber von Zoe zurückgewiesen.

#### Annabeth Nass
Annabeth, kurz AB genannt, ist die beste Freundin von Lemon. Sie versteht sich zudem gut mit Zoe, was sie allerdings aufgrund der Rivalität zwischen Lemon und Zoe verheimlichen muss. Zoe ist jedoch froh, endliche eine Freundin in Bluebell gefunden zu haben und AB, dass sie endlich jemanden hat, mit dem sie über alles offen und ehrlich reden kann, da sie von Lemon immer ein bisschen unterdrückt wird.
AB ist zu Anfang der Serie verheiratet, jedoch kommt im Laufe der Serie heraus, dass ihr Mann sie wegen einer Kellnerin verlassen und sie versucht hat, es zu verheimlichen.
Annabeth war auf der Auburn University, womit sie in die Fußstapfen ihres Großvaters trat, der damals dort Football gespielt hat. Sie hingegen war Cheerleaderin. Sie kocht und backt gerne, ist Mitglied der Belles und verliebt sich in Lavon.

#### Dr. Brick Breeland
Brick ist der Mitbesitzer der Praxis und der Vater von Lemon und Magnolia. Er wurde vor zwölf Jahren von seiner Frau verlassen, weshalb er nun mit seinen Töchtern alleine wohnt. Anfangs versucht er Zoe aus der Praxis zu kriegen, sieht es später jedoch ein, dass ihr die zweite Hälfte rechtmäßig zusteht und sie als zweite Ärztin recht nützlich sein kann.

### Nebenfiguren

#### Rose Hattenbarger
Rose ist die 14-jährige Nichte von Emmeline und geht mit Magnolia zur Schule. Sie freundet sich mit Zoe an, weswegen es sie freut, dass Zoe genau wie sie ein großer Fan von Sex and the City ist.

#### Shelley
Shelley arbeitet als Kellnerin im Rammer Jammer und freundet sich mit Zoe an.

#### Tom Long
Tom verknallt sich in Zoe, bis er Wanda kennenlernt und eine Beziehung mit dieser eingeht. In der 2. Staffel verloben sie sich.

#### Addy
Addy ist eine Krankenschwester, die unter den Fittichen von Brick arbeitet und ab und zu in der Praxis aushilft. Sie ist mit dem örtlichen Sheriff, Bill, verheiratet, mit dem sie zwei Kinder hat. Sie versteht sich mehr und mehr mit Zoe.

#### Wanda
Wanda beginnt im Rammer Jammer als Kellnerin zu arbeiten, ebenso wie eine Beziehung mit Tom, dem sie in der 2. Staffel einen Heiratsantrag macht. Sie hat fünf Brüder.

#### Magnolia Breeland
Magnolia ist die 14-jährige Schwester von Lemon und die Tochter von Brick. Sie ist eine Mitschülerin von Rose, mit der sie sich aber nicht versteht.

#### Joel Stephens
Während Zoe wieder in New York ist, lernt sie den Schriftsteller Joel kennen. Die beiden verlieben sich, und er zieht mit ihr nach Bluebell.

## Besetzung und Synchronisation
Die deutsche Synchronisation entsteht unter der Dialogregie von Jürgen Kluckert durch die Synchronfirma Antares Film GmbH in Berlin.

### Hauptbesetzung
| Rolle              | Schauspieler   | Hauptrolle (Episoden) | Nebenrolle (Episoden) | Synchronsprecher    |
| ------------------ | -------------- | --------------------- | --------------------- | ------------------- |
| Dr. Zoe Hart       | Rachel Bilson  | 1.01–4.10             |                       | Bianca Krahl        |
| Lemon Breeland     | Jaime King     | 1.01–4.10             |                       | Giuliana Jakobeit   |
| Lavon Hayes        | Cress Williams | 1.01–4.10             |                       | Matti Klemm         |
| Wade Kinsella      | Wilson Bethel  | 1.01–4.10             |                       | Konrad Bösherz      |
| George Tucker      | Scott Porter   | 1.01–4.10             |                       | Jan Makino          |
| Dr. Brick Breeland | Tim Matheson   | 1.15–4.10             | 1.01–1.14             | Bodo Wolf           |
| Annabeth Nass      | Kaitlyn Black  | 3.01–4.10             | 1.02–2.22             | Britta Steffenhagen |

### Nebenbesetzung
| Rolle             | Schauspieler         | Nebenrolle (Episoden)      | Synchronsprecher         | Beschreibung                                               |
| ----------------- | -------------------- | -------------------------- | ------------------------ | ---------------------------------------------------------- |
| Rose Hattenbarger | McKaley Miller       | 1.01–4.10                  | Yvonne Greitzke          |                                                            |
| Shelley           | Deborah S. Craig     | 1.02–1.22                  | Diana Borgwardt          | Barkeeperin im Rammer Jammer                               |
| Tom Long          | Ross Philips         | 1.02–4.10                  | Sebastian Kluckert       |                                                            |
| Dash Dewitt       | Reginald VelJohnson  | 1.02–4.10                  | Engelbert von Nordhausen |                                                            |
| Didi Ruano        | Nadine Velazquez     | 1.03–1.15                  | Esra Vural               |                                                            |
| Harold Tucker     | Eric Pierpoint       | 1.04–1.22                  | Reinhard Kuhnert         | Vater von George Tucker                                    |
| Clora Tucker      | Ilene Graff          | 1.04–1.22                  |                          | Mutter von George Tucker                                   |
| Addy Pickett      | Eisa Davis           | 1.05–1.21                  | Heide Domanowski         |                                                            |
| Wanda             | Mallory Moye         | 1.05–1.08, 1.17–4.10       | Anja Rybiczka            | Nichte von Wally, Ehefrau von Tom                          |
| Cricket           | Brandi Burkhardt     | 1.05–4.10                  | Anita Hopt               |                                                            |
| Magnolia Breeland | Claudia Lee          | 1.06–4.10                  | Victoria Frenz           | Schwester von Lemon Breeland                               |
| Dr. Judson Lyons  | Wes Brown            | 1.07–1.08, 1.12–1.13       |                          |                                                            |
| Tansy Truitt      | Mircea Monroe        | 1.07, 1.19–1.20, 2.06–4.10 | Berenice Weichert        | Ex-Frau von Wade, Freundin von George                      |
| Ruby Jeffries     | Golden Brooks        | 2.01–2.10, 2.18            | Peggy Sander             | Ex-Freundin von Lavon Hayes                                |
| Sergeant Jeffries | Charles Robinson     | 2.01–4.9                   |                          | Vater von Ruby                                             |
| Wally Maynard     | John Marshall Jones  | 2.02–4.10                  | Tilo Schmitz             | Besitzer des Rammer Jammers                                |
| Cody              | Joe Massingill       | 2.03–4.10                  |                          |                                                            |
| Shelby            | Laura Bell Bundy     | 2.03–4.10                  | Julia Kaufmann           | Ex-Freundin von George Tucker, Verlobte von Brick Breeland |
| Walt Blodgett     | Rich McDonald        | 2.03–4.10                  | Tim Knauer               |                                                            |
| Jonah Breeland    | Travis Van Winkle    | 2.14–4.10                  | David Turba              | Cousin von Lemon                                           |
| Joel Stevens      | Josh Cooke           | 3.01–3.22                  | Stefan Krause            | Ex-Freund von Zoe Hart                                     |
| Lynly Hayes       | Antoinette Robertson | 3.01–3.11                  |                          |                                                            |
| Earl Kinsella     | Christopher Curry    | 1.05–4.10                  | Kaspar Eichel            | Vater von Wade Kinsella                                    |

### Gaststars
- JoBeth Williams als Candice Hart (Episode 1.01 & 1.06)
- Nancy Travis als Emmeline Hattenbarger (Episode 1.01–1.02)
- Christopher Curry als Earl Kinsella (Episode 1.05, 1.11, 2.03, 2.10)
- Justin Hartley als Jesse Kinsella (Episode 1.18)
- Ann Cusack als Annie Hattenbarger (Episode 1.20 & 1.21)
- Robert Buckley als Peter (Episode 2.15 & 2.16 & 3.18)
- Gary Cole als Dr. Ethan Hart (Episode 1.17 & 1.21)
- Gloriana als Gloriana (Episode 2.22)[4]
- Barry Watson als Davis Polk in Staffel 3.

## Ausstrahlung

### Vereinigte Staaten
Am 2. Februar 2011 hat The CW den Serienpiloten Hart of Dixie bestellt. Einige Tage später wurde Rachel Bilson für die Hauptrolle verpflichtet. Nach der Sichtung der Pilotfolge gab der Sender im Mai 2011 grünes Licht und orderte zunächst 13 Episoden für die erste Staffel. Die Pilotfolge wurde von 1,88 Millionen Zuschauern gesehen. In den nächsten Wochen verlor die Serie jedoch einige Zuschauer. Trotz dieses Quotenrückgangs gab The CW die Produktion von neun weiteren Episoden bekannt, sodass die erste Staffel 22 Episoden umfasst. Das Staffelfinale wurde am 14. Mai 2012 ausgestrahlt.
Im Mai 2012 gab The CW die Produktion einer zweiten Staffel bekannt, die zwischen dem 2. Oktober 2012 und dem 7. Mai 2013 auf dem Sender ausgestrahlt wurde. Ende April 2013 wurde eine dritte Staffel bestellt, die am 7. Oktober 2013 Premiere hatte und bis zum 16. Mai 2014 lief.
Die auf Grund von Rachel Bilsons Schwangerschaft auf 10 Folgen verkürzte vierte Staffel, welche im Mai 2014 von The CW bestellt wurde, wurde vom 15. Dezember 2014 bis zum 27. März 2015 ausgestrahlt.

### Deutschland
Die Ausstrahlungsrechte für Deutschland hat sich die ProSiebenSat.1 Media gesichert. Die erste Staffel der Serie wurde vom 8. April bis zum 2. September 2013 auf sixx gezeigt. Im Durchschnitt verfolgten 230.000 Zuschauer (2 Prozent) der werberelevanten Zielgruppe und 270.000 Zuschauer (0,9 Prozent) des Gesamtpublikums die erste Staffel, womit sie den Senderschnitt deutlich übertraf. Die zweite Staffel wurde direkt im Anschluss an die erste Staffel vom 9. September 2013 bis zum 13. Januar 2014 ausgestrahlt. Die Einschaltquoten blieben mit 190.000 Zuschauern (1,6 Prozent) der werberelevanten Zielgruppe und 220.000 Zuschauer des Gesamtpublikums fast auf dem gleichen Niveau wie die der ersten Staffel.
Die dritte Staffel wurde vom 3. März 2014 bis zum 21. Juli 2014 auf Sixx ausgestrahlt. Staffel vier lief vom 17. November bis zum 15. Dezember 2015 in Doppelfolgen auf dem Pay-TV-Sender FOX.

## Rezeption
Die erste Staffel der Serie hat bei Metacritic einen Metascore von 43/100 basierend auf 20 Rezensionen. Auf TV.com hat die Serie ein Rating von 8,2/10 basierend auf 237 abgegebenen Stimmen, und auf IMDb.com ein Rating von 7,8/10 basierend auf über 31.000 abgegebenen Stimmen.

## DVD-Veröffentlichung
Vereinigte Staaten
- Staffel 1 erschien am 2. Oktober 2012
- Staffel 2 erschien am 15. Oktober 2013
- Staffel 3 erschien am 17. März 2015

### Großbritannien
- Staffel 1 erschien am 8. Oktober 2012
- Staffel 2 erschien am 25. November 2013
- Staffel 3 erschien am 27. Juli 2015

### Deutschland
- Staffel 1 erschien am 5. Juni 2014
- Staffel 2 erschien am 25. Juni 2015
- Staffel 3 erschien am 3. September 2015
- Staffel 4 erschien am 23. Juni 2016